# Hercule Mériadec de Rohan-Guéméné
Hercule Mériadec de Rohan, VI duca di Montbazon, VII principe di Guéméné (13 novembre 1688 – Sainte-Maure, 21 dicembre 1757), fu un prince étranger e pari di Francia.

## Biografia

### Infanzia

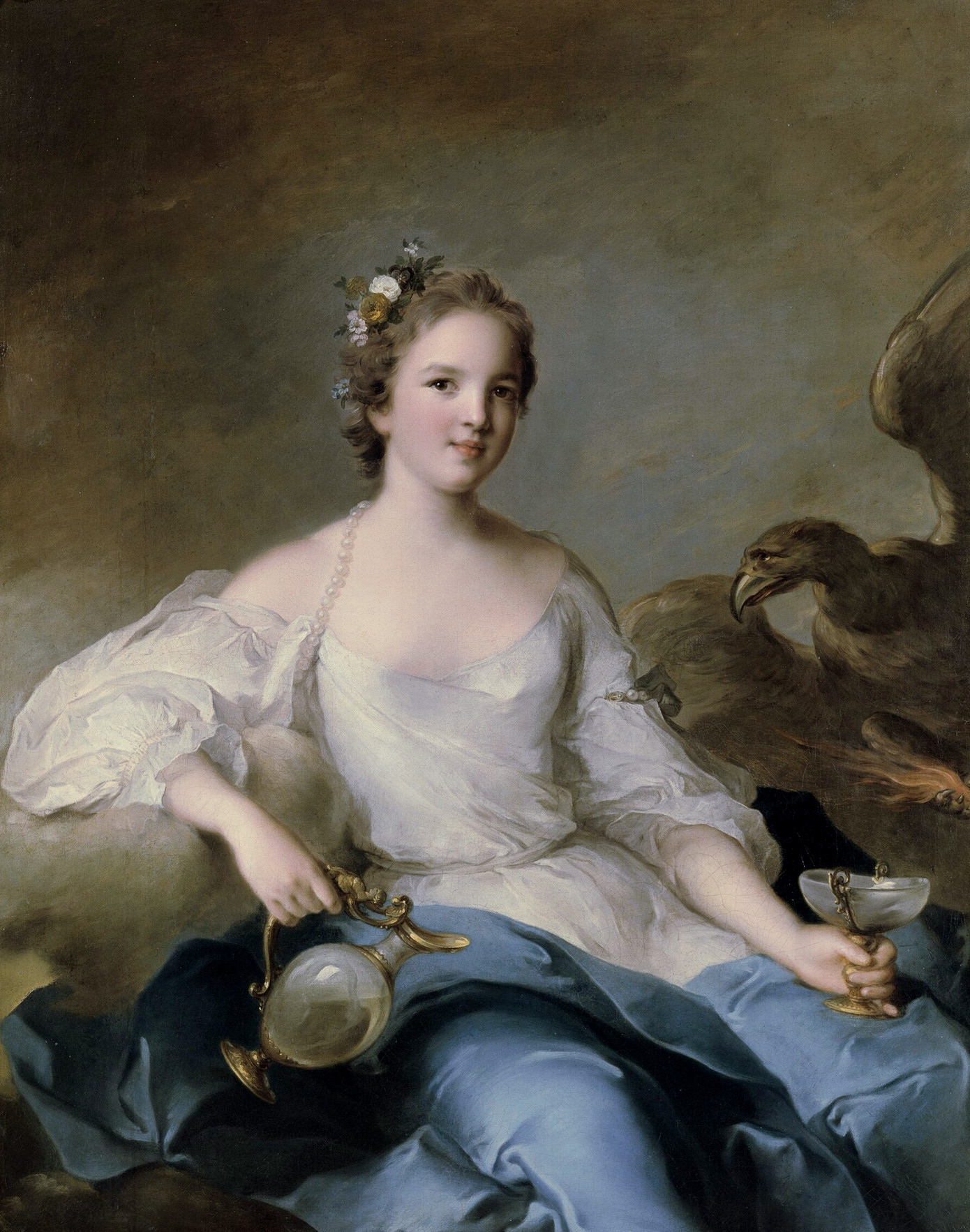
La figlia maggiore di Louise, Charlotte Louise ritratta da Nattier, 1738

Nato da Charles de Rohan e da sua moglie, Charlotte Élisabeth de Cochefilet, fu il terzo figlio della coppia e il secondo maschio.
Fino alla morte di suo nonno, Charles, IV duca di Montbazon nel 1699, egli era quinto nella linea di successione al ducato e no ci si aspettava che lo ereditasse: Davanti a lui c'erano suo padre Charles, allora designato principe di Guéméné (1655-1727), il maggiore dei suoi fratelli François-Armand, principe di Montbazon (1682-1717), il figlio di François-Armand, Charles-Jules de Rohan (1700-1703) e un altro fratello maggiore, Louis-Charles-Casimir, conte di Rochefort (1686-1749).
Dopo la morte in tenera età di Charles-Jules, Louis-Charles-Casimir perse la sua pretesa a una eredità secolare, entrando a far parte dell'Ordine della Santa Croce, dopo di che Hercule Mériadec diventò conte di Rochefort. Suo padre fu il quinto duca di Montbazon, ma la successione a quel titolo rimase incerta fino a che François-Armand morì senza lasciare figli all'età di 35 anni nel 1717, lasciando Hercule-Mériadec diventare principe di Guéméné, il titolo usato solitamente dall'erede apparente.
Solo quando suo padre morì nell'ottobre 1727, gli succedette alla dignità di pari ducale di Montbazon e diventò capo del casato di Rohan, che gli permise di godere dell'alto rango di Princes étrangers alla corte di Luigi XV.

### Matrimonio
Fidanzato a suo cugina Louise de Rohan, figlia di Hercule Mériadec de Rohan-Soubise. Si sposarono il 4 agosto 1718 nell'Abbazia di Notre-Dame de Jouarre dove sua cognata Charlotte Armande era Badessa.
Louise presentò sua figlia, Charlotte Louise, a Luigi XV e alla regina, Maria Leszczyńska il 26 ottobre 1737 a Fontainebleau. Due giorni dopo Charlotte Louise sposò il l'italiano Principe di Masserano Vittorio Filippo Ferrero-Fieschi, ambasciatore spagnolo a Londra.

### Morte
Il duca  Hercule Mériadec de Rohan morì il 21 novembre 1757 a Sainte-Maure.

## Discendenza
Hercule Mériadec de Rohan-Guéméné e Louise de Rohan ebbero:
- Charlotte Louise de Rohan[3] (12 marzo 1722 – ottobre 1786) sposò Vittorio Filippo Ferrero-Fieschi (della Famiglia Fieschi), principe di Masserano ed ebbe figli;
- Généviève Armande Elisabeth de Rohan, Badessa di Marquette (18 novembre 1724 – 1766) nubile;
- Jules Hercule Meriadec de Rohan, principe di Guéméné (25 marzo 1726 – 10 dicembre 1788) sposò Marie Louise de La Tour d'Auvergne (figlia di Charles Godefroy de La Tour d'Auvergne e Maria Carolina Sobieska) ed ebbe figli;
- Marie Louise de Rohan (1728 – 31 maggio 1737) morì nell'infanzia;
- Louis Armand Constantin de Rohan, principe de Montbazon (18 aprile 1731 – 24 luglio 1794) sposò Gabrielle Rosalie Le Tonnelier de Breteuil, figlia di François Victor Le Tonnelier de Breteuil, senza figli; Louis Armand fu ghigliottinato durante la rivoluzione;
- Louis René Édouard de Rohan, cardinale de Rohan (25 settembre 1734 – 16 febbraio 1803) Arcivescovo di Strasburgo;
- Ferdinand Maximilien Mériadec de Rohan, arcivescovo di Cambrai (7 novembre 1738 – 30 ottobre 1813) ebbe dei figli illegittimi da Charlotte Stuart, duchessa di Albany, figlia di Carlo Edoardo Stuart e Clementina Walkinshaw;

## Titoli e trattamento
- 1688 – 1699: Hercule-Mériadec de Rohan
- 1699 – 1703: Sua Altezza, il Conte de Rochefort
- 1703 – 1717: Sua Altezza, il Principe di Montbazon
- 1717 – 1727: Sua Altezza, il Principe di Guéméné
- 1727 – 1757: Sua Altezza, il Duca di Montbazon